# Amblyseius sinuatus
Amblyseius sinuatus är en spindeldjursart som beskrevs av De Leon 1961. Amblyseius sinuatus ingår i släktet Amblyseius och familjen Phytoseiidae. Inga underarter finns listade i Catalogue of Life.